# Henriette Bie Lorentzen
Pour les articles homonymes, voir Bie et Lorentzen (homonymie).
Henriette Bie Lorentzen, née Anna Henriette Wegner Haagaas le 18 juillet 1911 à Oslo et morte le 23 août 2001 dans la même ville, est une résistante norvégienne au nazisme.

## Biographie
En 1930, elle obtient son diplôme d'école secondaire et part étudier la philologie à l'université et obtient en 1937, sa maîtrise universitaire en histoire littéraire. L'année suivante, elle fonde avec Kristian Vilhelm Koren Schjelderup Jr. (en) et Anders Platou Wyller (en), l'Académie Nansen (en) à Lillehammer.
Lors de l'Occupation de la Norvège par le Troisième Reich, les locaux de l'école sont réquisitionnés par l'armée d'occupation et ses membres en sont expulsés. Avec son époux, le professeur Øyvind Bie Lorentzen, elle part pour Kristiansand et entre dans la Résistance avec lui,. Le couple aide les réfugiés, sert de courrier et diffuse des journaux clandestins. À l'été 1943, son époux est arrêtée et peu après son évasion, Henriette Bie Lorentzen est elle-même arrêtée malgré sa grossesse. Elle est torturée pendant sa captivité. Envoyée à Oslo puis à Grini, où elle donne naissance à sa fille, qui lui est retirée et envoyée dans sa famille en Norvège. Elle est ensuite envoyée en tant que prisonnière Nuit et brouillard à Ravensbrück le 4 avril 1944. À son retour, elle est membre du Comité Ravensbrück de Norvège.
Après la guerre, Henriette Lorentzen devient la rédactrice en chef de la revue Kvinnen og Tiden (en), un magazine féminin créé avec la femme politique communiste Kirsten Hansteen. Le magazine est publié jusqu'en 1955. Le magazine accueille dans ses pages une partie des femmes qui seront les figures les plus importantes de la Norvège d'après-guerre comme les futures ministres Eva Kolstad et Aaslaug Aasland, la féministe Margarete Bonnevie, les poétesses Inger Hagerup et Halldis Moren Vesaas, la psychiatre Nic Waal et la psychologue Harriet Holter (en).
Féministe, elle entre dans l'Association norvégienne pour les droits des femmes. En 1983, elle devient membre de l'organisation Grandmothers Against Atom Weapons.
Après la fin du journal, elle devient professeur agrégée de norvégien et de théâtre à l'Université d'Oslo.

## Distinctions
- Elle reçoit la Médaille de Saint-Hallvard en 1995 pour son travail d'information sur les droits des femmes et en faveur de la paix[2].
- En 2013, elle est nommée parmi les 100 femmes les plus importantes de Norvège par le magzine Verdens Gang[4].
- La Henriette Bie Lorentzen House de l'Oslo and Akershus University College (en) (aujourd'hui l'Université métropolitaine d'Oslo) est nommée en son honneur[7].